# Berner Konferenz der KPD
Die Berner Konferenz der KPD fand vom 30. Januar bis 1. Februar 1939 in Draveil in der Nähe von Paris statt. Aus konspirativen Gründen wurde als Tagungsort Bern angegeben. Die Konferenz wird als 14. Parteitag der KPD gezählt.

## Hintergrund
An der zweiten Konferenz der KPD nach der Machtübernahme der Nationalsozialisten in Deutschland nahmen 22 kommunistische Funktionäre ausschließlich aus dem Exil teil (unter anderem Adolf Deter, Arthur Emmerlich, Gerhart Eisler, Erich Jungmann, Wilhelm Knöchel, Otto Niebergall, Willi Seng und Kurt Steffelbauer).
Das Hauptreferat hielt Wilhelm Pieck.
Vor dem Hintergrund der Tatsache, dass der organisierte kommunistische Widerstand in Deutschland zusammengebrochen war, sollte auf der Konferenz die Durchführung der Beschlüsse der Brüsseler Konferenz der KPD eingeschätzt und die vom faschistischen Deutschland ausgehende unmittelbare Kriegsgefahr analysiert werden. Außerdem sollte die Strategie und Taktik der Partei entsprechend der veränderten Situation unter Berücksichtigung der durch die Volksfront in Spanien und Frankreich gesammelten Erfahrungen weiterentwickelt werden.

## Beschlüsse
Die Berner Konferenz rief alle deutschen Antifaschisten zum Zusammenschluss auf, um Hitler zu stürzen und einen drohenden Krieg zu verhindern. Die Konferenz entwickelte die auf der Brüsseler Konferenz beschlossene Strategie und Taktik weiter und berief ein Programm für die Schaffung einer demokratischen Republik nach dem Sturz des Faschismus.
Durch die vereinten Anstrengungen aller Hitlergegner in einer Volksfront sollte eine neue demokratische Republik geschaffen werden. Die materielle Basis des Faschismus sollte durch die Enteignung des Monopolkapitals beseitigt werden.
Dazu gehörten solche zentralen Forderungen wie die Enteignung des Monopolkapitals und die Durchführung einer Bodenreform.
Die Berner Konferenz beschloss einstimmig personelle Ergänzungen des Zentralkomitees der Partei und die Resolution Der Weg zum Sturze Hitlers und der Kampf um die neue demokratische Republik.
An den Führern der deutschen Sozialdemokratie wurde Kritik geübt, da sie nach Meinung der KPD die Schaffung der Einheitsfront der Arbeiterklasse und deren antifaschistische Volksfront ernsthaft behinderte. Die auf der Konferenz beschlossene Resolution Die Mehrheit des Volkes für das sozialistische Ziel zu gewinnen enthielt das Programm für die erste Etappe des Weges zur Eroberung der politischen  Macht durch die Arbeiterklasse in Deutschland.
Die Kommunisten in Deutschland hatten von diesen Beschlüssen so gut wie keine Kenntnis, da die entsprechenden Dokumente nur in geringer Auflage nach Deutschland gelangten und dort keine wesentliche Verbreitung fanden.  Da es unter den in der Illegalität lebenden KPD-Mitgliedern auch kaum einen Meinungsaustausch gab, stießen die Beschlüsse oft auf Unverständnis und  Ablehnung.